# أسماء حسين
أسماء حسين (بالإنجليزية: Asma Hussain)‏ هي مصممة أزياء هندية، ولدت في 1967 في لكناو في الهند.